# Мёкмюль (замок, Баден-Вюртемберг)
Мёкмюль (нем. Burg Möckmühl) — средневековый замок на высоком холме в городе Мёкмюль в районе Хайльбронн в земле Баден-Вюртемберг, Германия. Также иногда можно встретить название Гётценбург (Götzenburg)

## Расположение
Около замка расположено пересечение старинных важных торговых маршрутов. Здесь, в месте слияния рек Ягст и Зекках, с незапамятных времён располагались таможенные посты и проводились ярмарки. Кроме того, в этим местах проходил маршрутов из Вюрцбурга в Бад-Вимпфен. Ещё со времён Римской империи здесь находилось одной из укреплений лимеса — системы оборонительных рубежей от вторжений германских племён.

## История

### Ранний период
Точное время постройки средневекового замка, а также имя основателя неизвестны. Вероятно, это были дворяне из рода фон Дюрн. По крайней мере ими не могли быть владельцы поселения Мёкмюль. Семья фон Мёкмюль упоминается в документах 1150 года. Но нет сведений о строительстве ими замка, а сам род вскоре пресёкся.
Упоминание крепость впервые встречается в летописях 1251 года. Речь идёт о владельце замка по имени Конрад фон Дюрн. Он умер в 1259 году и резиденция перешла к его вдове Мехтильд, последней графине рода фон Лауффен. Эта решительная женщина ещё 18 лет проживала в замке Мёкмюль, используя его как центр своих владений и лично занималась вопросами управления поместьями и недвижимостью.
Внук графини Мехтильд, граф Поппо фон Дюрн, женился на Агнес фон Гогенлоэ. Через этот брак с 1287 года замок Мёкмюль вошёл в состав владений семьи Гогенлоэ. Такое положение вещей продолжалось до 1445 года. 
Ещё в 1290 году владелец замка Альбрехт фон Гогенлоэ († 1338) случайно убил на рыцарском турнире сына баварского герцога Людвига II Строгого. Пытаясь загладить свою вину, Альбрехт жертвовал значительные суммы церквям и монастырям. Его потомки продолжили эту традицию. В 1379 году представители семьи Гогенлоэ основали монастырь у подножия замка. Там находилась большая церковь, которая оказалась разрушена во время французского вторжения в 1642 году.

### Позднее Средневековье
в 1445 году замок оказался частью курфюршества Пфальц (Курпфальц). В 1451 году Мёкмюль перешел в качестве собственности к вдове курфюрста Людвига IV. В 1453 году она вышла замуж за Ульриха V, графа Вюртемберга. Таким образом замок, город и все имения оказались в составе владений Вюртембергского дома. Это вызвало серию конфликтов, которые затянулись на долгое время. 

### ЭпохаРенессанса

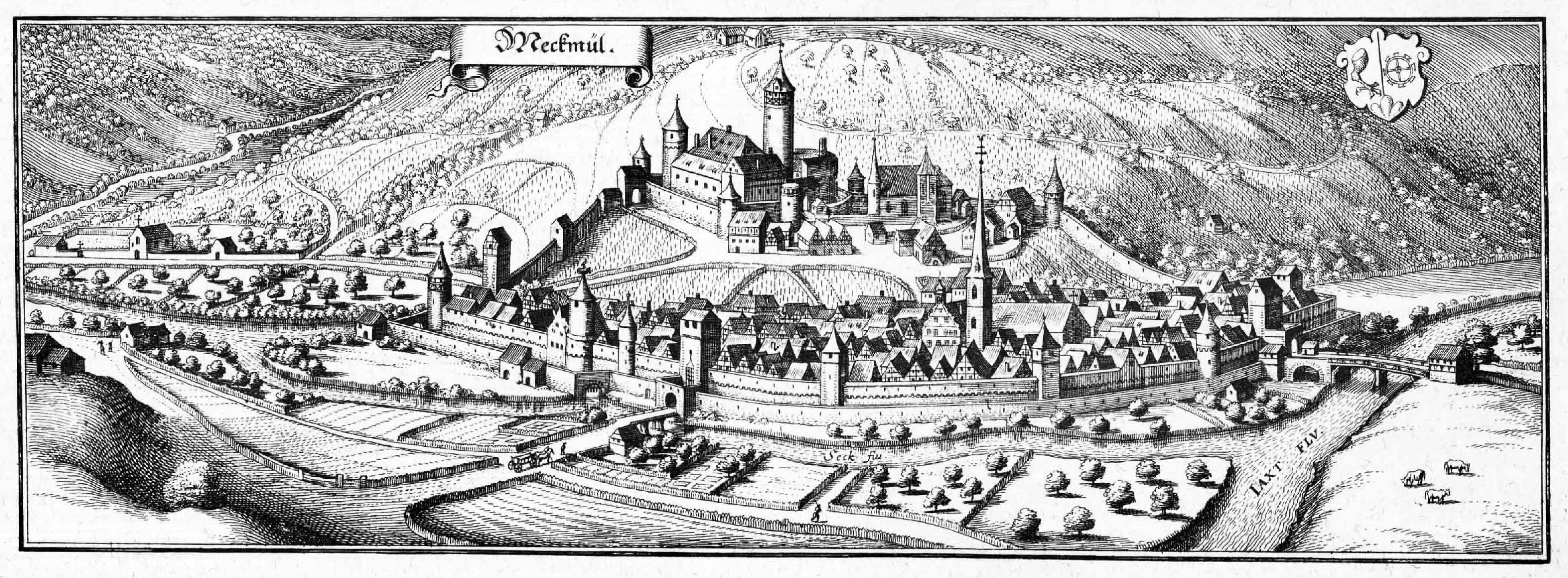
Замок на рисунке 1640 года

В 1519 году Готрфид фон Берлихинген защищал замок Мёкмюль (где служил в качестве фогта герцога Ульриха Вюртембергcкого) от войск Швабского союза. Готфриду обещали сохранить жизнь в обмен на сдачу крепости, но гордый фогт ответил отказом.
Со временем замок потерял своё военное значение. Его укрепления обветшали и больше не восстанавливались.

### Новое время

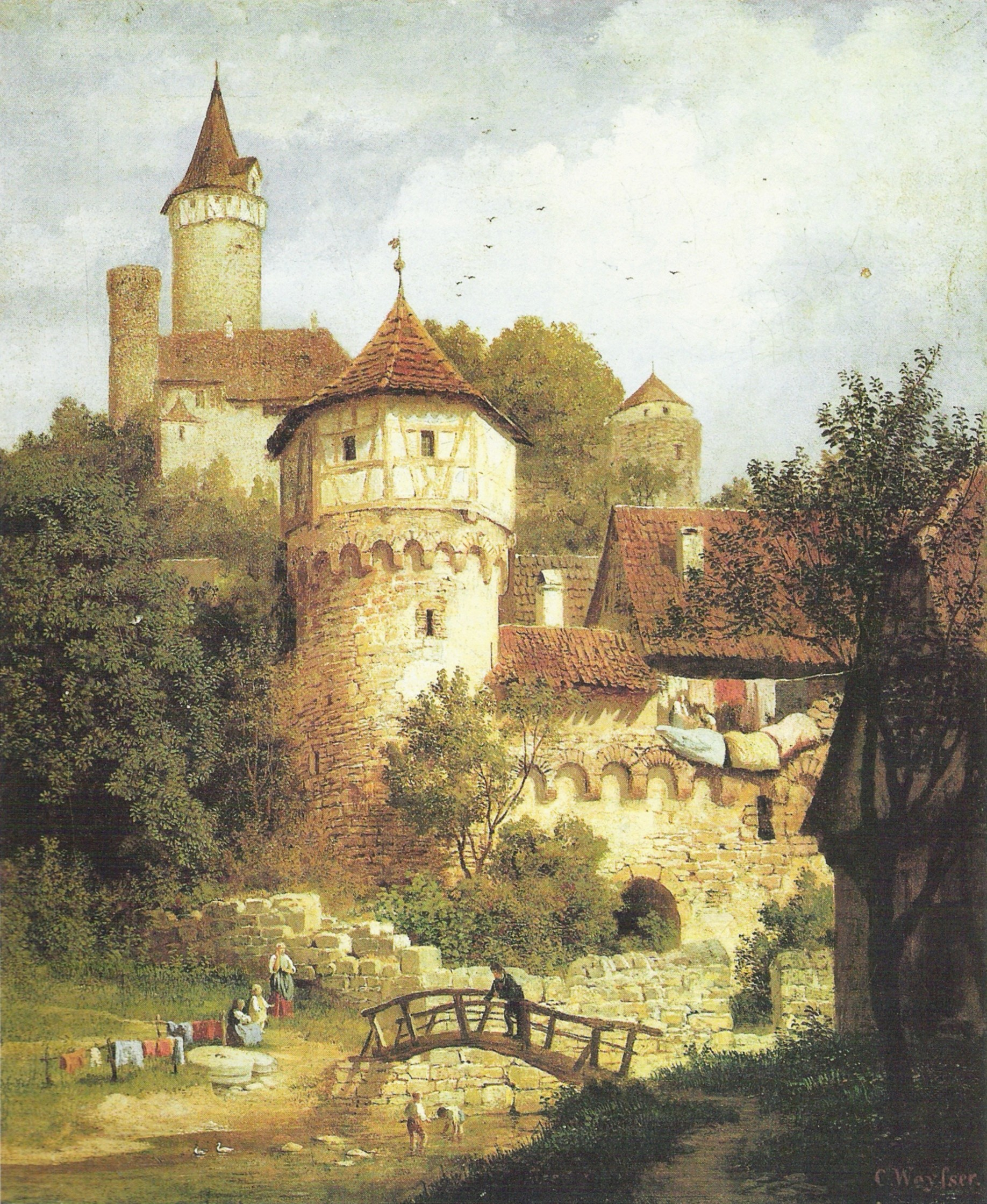
Замок на картине 1870 года

В 1781 году значительная часть строений замка была разобрана. В 1829 году городские власти выкупили руины у собственников. Позднее замок перешёл во владение Густава Германа фон Альвенслебена (1827–1905), командующего XIII Армейским корпусом. Этот генерал провёл масштабные восстановительные работы и в 1902 году переименовал резиденцию в Гётценбург. Замок был расширен и благодаря высоким зданиям и башням стал хорошо виден издалека. С той поры крепость сохранялась без серьёзных перестроек, став важной местной достопримечательностью. 

### XX век
Комплекс серьёзно пострадал во время Второй мировой войны. В 1945 году в результате сильного артиллерийского обстрела оказалась разрушена часть строений. 
Восстановлением замка занимался Ахаз фон Альвенслебеном (1888–1976), который унаследовал его от отца и деда. 
В послевоенные годы в замке некоторое время проживал писатель Пауль Брок.
Замок Мёкмюль оставался во владении дворянской семьи фон Альвенслебен до 1996 года, а затем оказался продан группе инвесторов. Таким образом комплекс по сей день находится в частной собственности. 

### XXI
С 2011 года замок был преобразован в ашрам при общине Sri Chaitanya Saraswat Math, которая является составной частью движения Международное общество сознания Кришны. Однако вскоре кришнаиты признали, что бывший средневековый замок не лучшее место для медитаций.
В 2017 году замок продали бывшему инвестиционному банкиру, который решил сделать здесь жилую резиденцию для своей семьи.

## Описание
Основание замка составляет неправильный пятиугольник. Ранее комплекс являлся фактически цитаделью системы внешних городских укреплений и был связан с ними общими стенами и и угловыми бастионами на узком скалистом гребне. 
Самая старая часть замка — круглая башня, известная сегодня как «Гётцентурм». Это сооружение построено в романском стиле и находится на высоте тринадцати метров над окружающими землями. Также старой постройкой считается северо-западная башня. Прежних укреплений в восточной части комплекса больше не существует. Сохранившаяся кольцевая стена замка окружает главное здание и обе башни. 
Во внутренний двор ведет арочный каменный мост. О прежнем виде замка можно судить по гравюрам Маттеуса Мериана и Д. Мейснера.

## Значение для истории и культуры
Считается, что в замке жили и творили многие известные средневековые менестрели. Посвящали много времени любовной поэзии Конрада фон Дюрн и Мехтильд фон Дюрн. Помимо Мёкмюля в своих сочинениях они также упоминали баварский замок Вильденбург близ Аморбаха. Позднее здесь сочиняли свои песни менестрели Готфрид фон Гогенлоэ (будущий магистр Тевтонского ордена) и Конрада фон Браунек. Вероятно, здесь проживал определённое время знаменитый поэт СредневековьяВольфрам фон Эшенбах, друживший с рыцарями семьи фон Дюрн. С ними он создал часть своего романа «Парсифаль». 
Кроме того, в замке с 1274 по 1282 год жил поэт Альбрехт Пилигрим фон Буххайм. Некоторые исследователи считают его автором поэтического сборника, известного как Манесский кодекс.

## Галерея

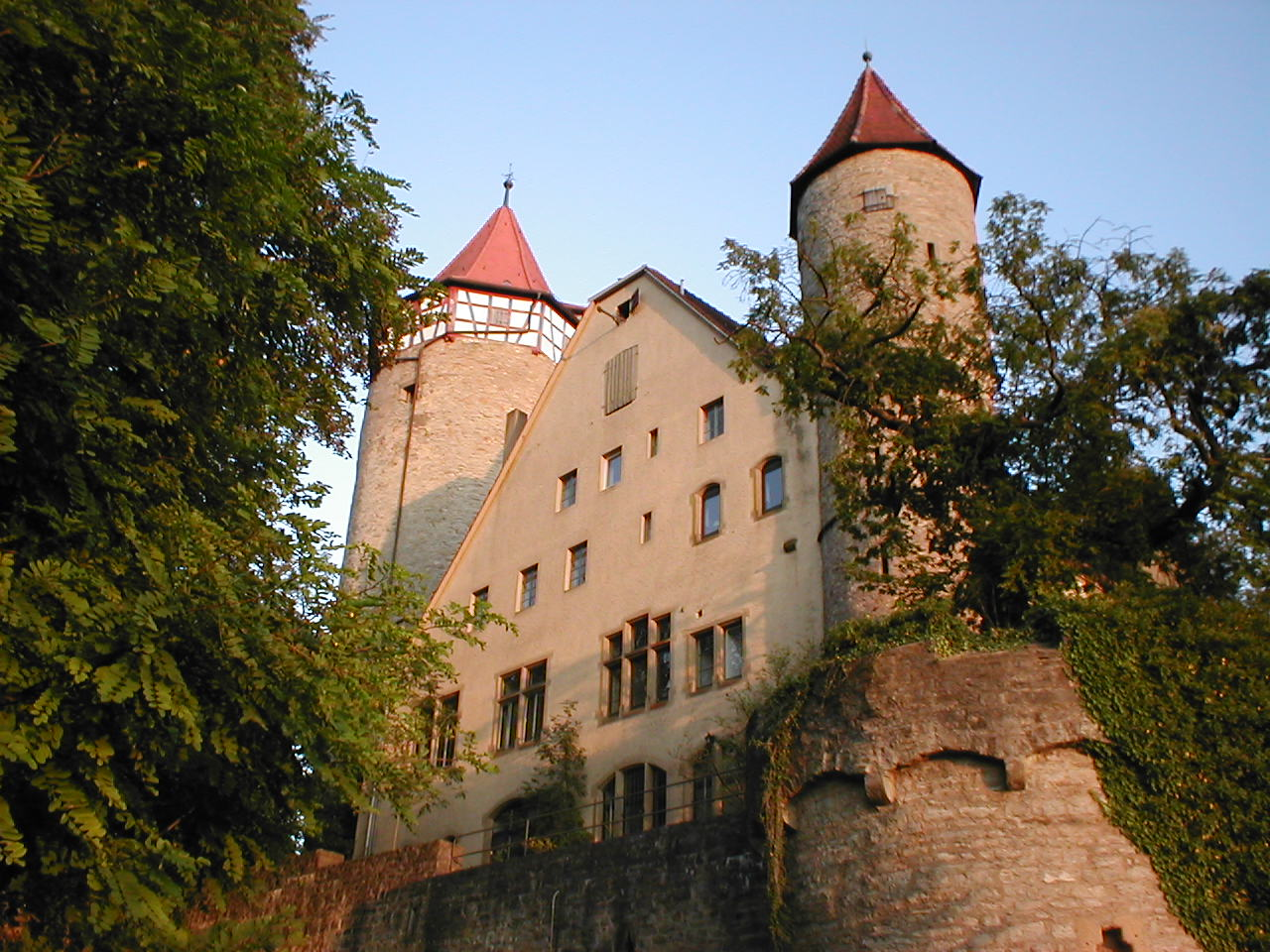
Фасад главного здания
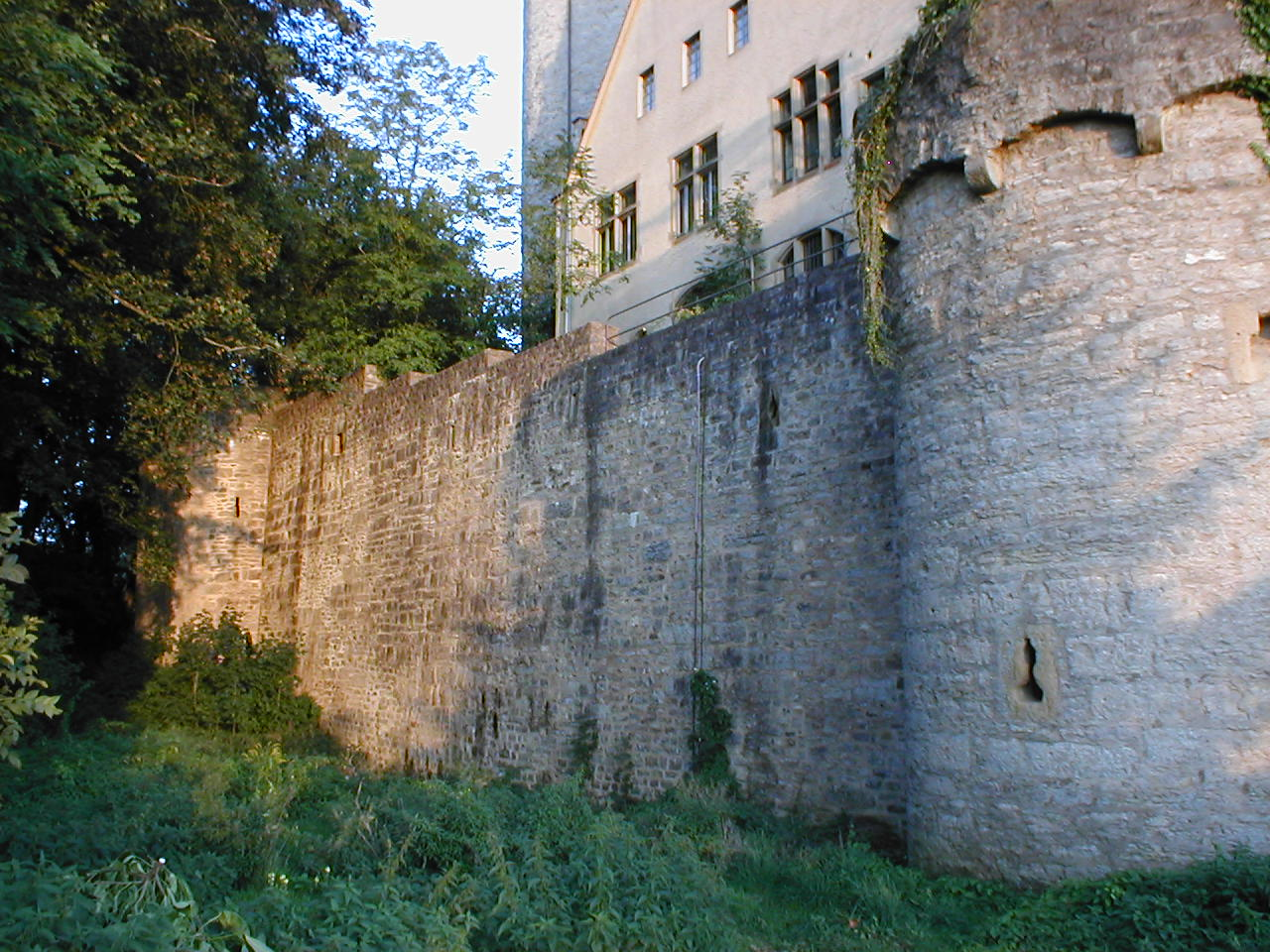
Остатки внешней крепостной стены
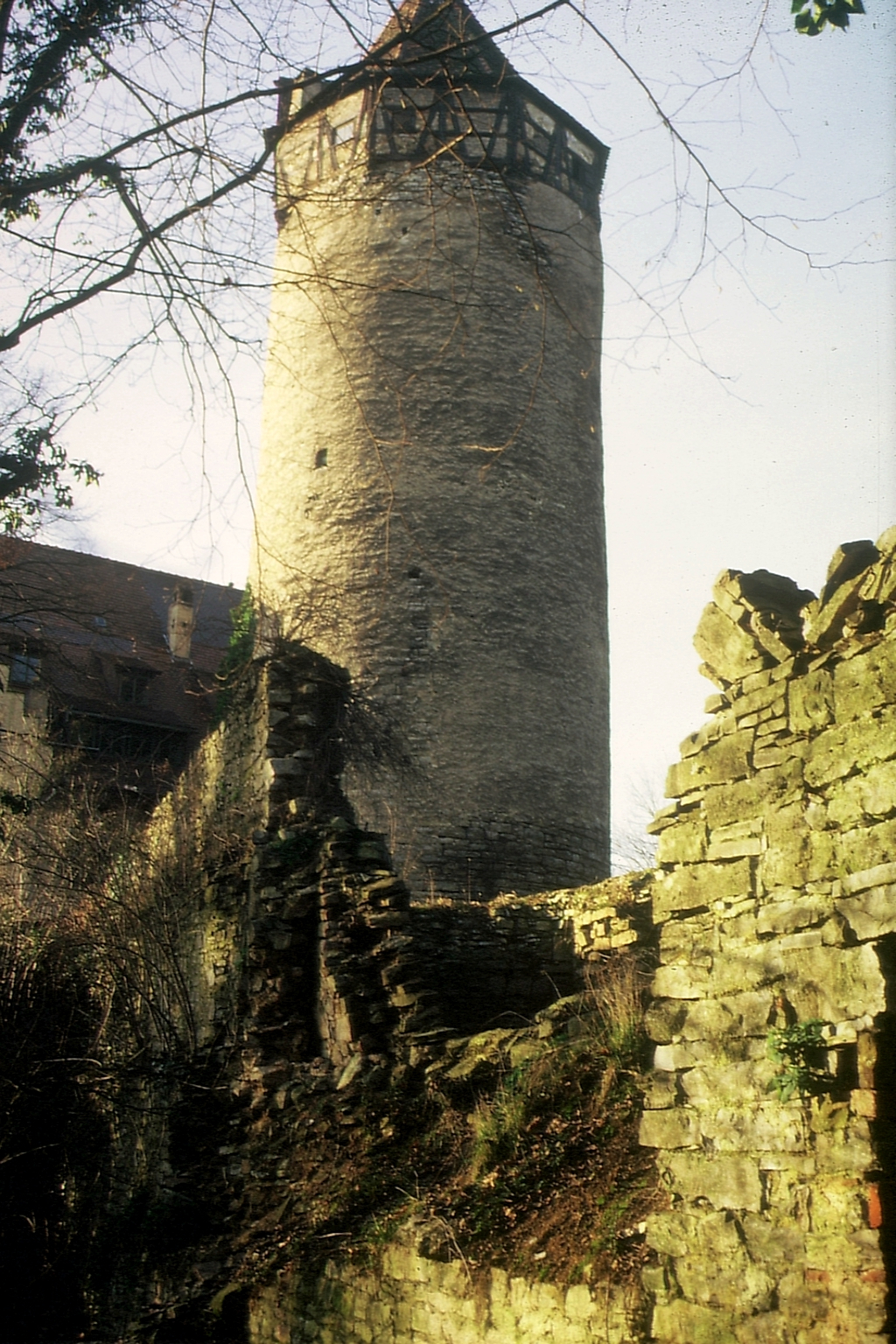
Бергфрид замка
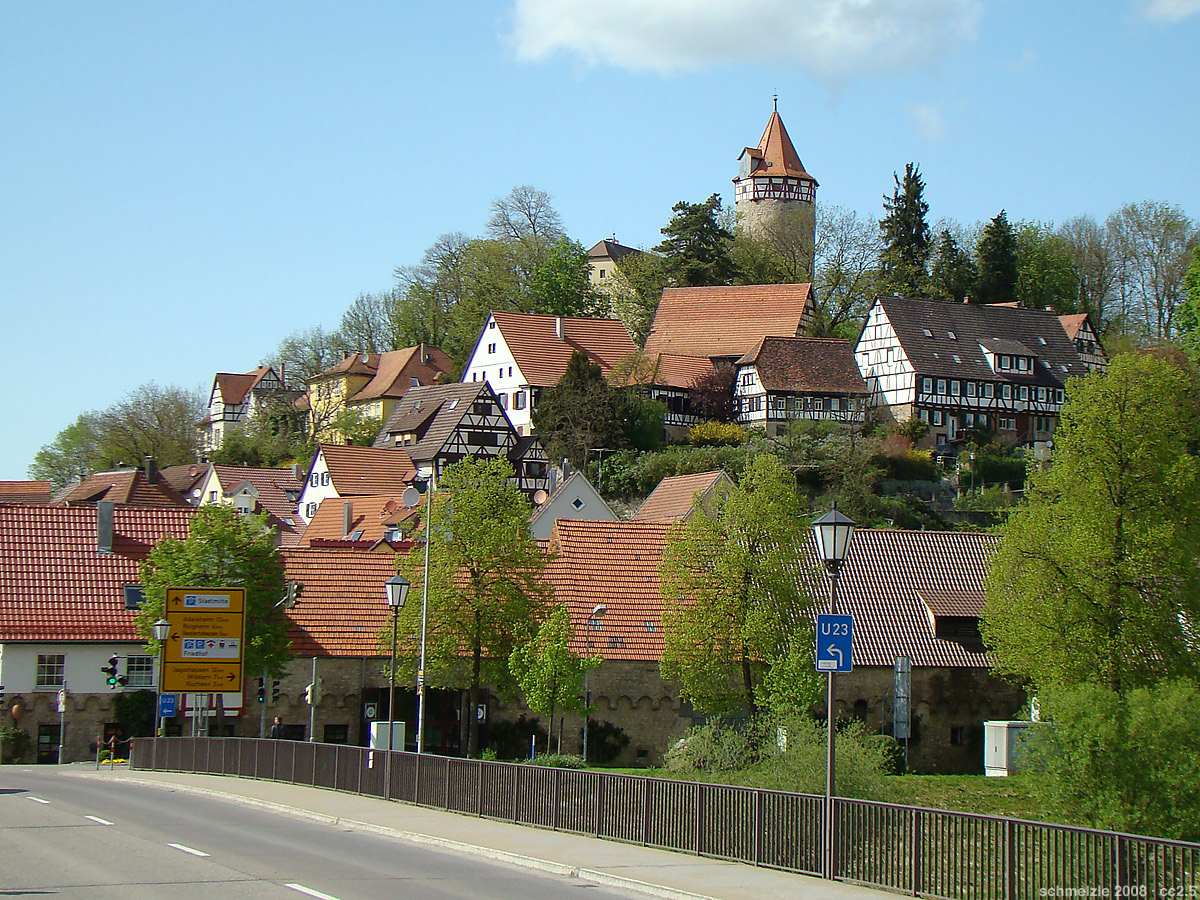
Вида замка со стороны города
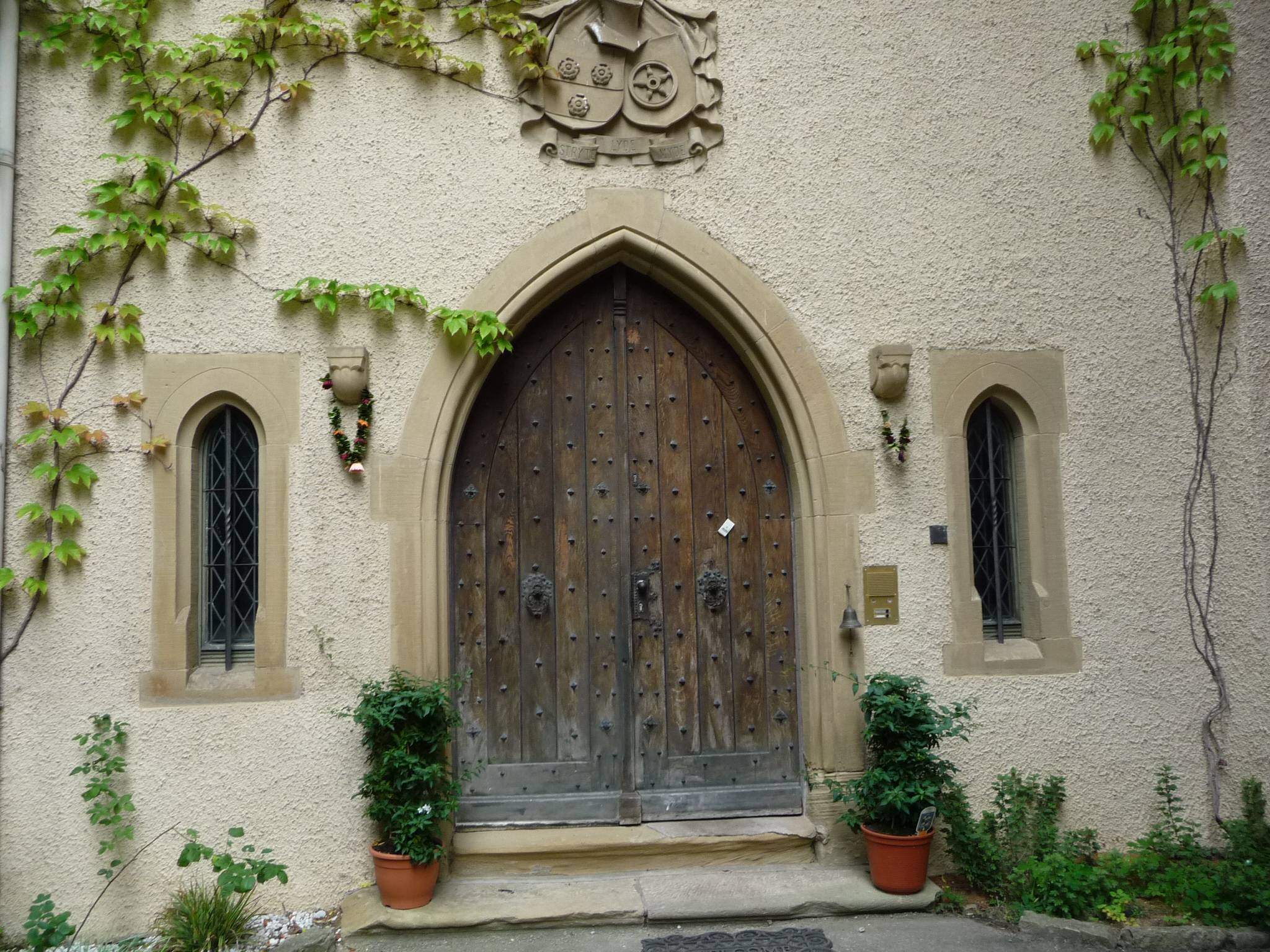
Вход в главное здание